# Корректура
Корректу́ра (из лат. correctura «то, что подлежит исправлению; должность корректора, наместника») — совокупность корректурных исправлений и сам процесс исправления ошибок и устранения технических недочётов в корректурном оттиске набора и печатной форме, включающий чтение корректурных оттисков и корректурную правку. Для внесения исправлений используются специальные символы — корректурные знаки.

## Основные задачи корректора
- Осуществление смыслового контроля материала после редактуры;
- обеспечение соответствия текста нормам русского языка (устранение грамматических, морфологических и словообразовательных ошибок, проверка синтаксиса, орфографии, пунктуации);
- обеспечение единства издательского оформления текста — сокращений, наименований, сносок, ссылок и т. д.;
- обеспечение соответствия набранного текста оригиналу или предыдущей корректуре с учётом правки;
- обнаружение ошибок вёрстки и художественного оформления изданий.

## Корректура как элемент редактирования
Под корректурой также подразумевается редактирование бумажных и электронных документов.

## Этапы корректуры
Для достижения наилучшего результата корректорская правка должна иметь не однократный характер, но состоять из нескольких стадий.
Первая корректура — вычитка текста до передачи в вёрстку (как правило, производится в электронном виде). Включает:
- устранение орфографических и пунктуационных ошибок;
- исправление недостатков смыслового и стилистического характера;
- унификация используемых в тексте символов, единиц измерения, терминов, сокращений, обозначений;
- проверка правильности оформления таблиц, сносок, перечней, полноты библиографического описания.

Вторая корректура — итоговая вычитка свёрстанного текста (на листах с помощью корректурных знаков, в PDF-файле либо другом электронном формате):
- исправление ошибок, допущенных при вёрстке (проверка наличия и правильности переносов, размещения колонтитулов, рисунков и подписей, таблиц и т. п., удаление висячих строк, соблюдение формата заголовков);
- обеспечение единства издательского оформления текста — сокращений, наименований, размерностей, сносок, шрифтовых выделений и др.

## Формирование редактуры и корректуры в русском издательском деле
Согласно историческим источникам, начало книжности на Руси относится к концу X века. В XI веке киевский князь Ярослав Мудрый, как свидетельствует летописец, «засеял книжными словами сердца верующих людей, а мы пожинаем, ученье получая книжное». По приказанию Ярослава Мудрого учёные переводчики и писцы переводили с греческого на «словенское письмо» и переписывали книги.
Процесс переписывания можно считать «прародителем» редактирования. Даже выполняя чисто технические задачи, переписчики часто вносили в текст древней книги изменения. Часть их объясняется недостаточной изощрённостью писца в своём ремесле или невнимательностью — это описки, ошибки и прямые искажения текста. Другие изменения носят намеренный характер. В книгах встречаются различные вставки, комментарии, обращения к читателю, которые свидетельствуют об активном отношении писцов к тексту. В приписках писцы нередко жаловались на трудности своего дела. Заканчивалась книга обычно просьбой переписчика о снисхождении к своему труду, благодарностью Богу. Иногда такое «послесловие» содержало сведения о том, где, когда и кем переписана книга, или выражение радости по поводу окончания работы. Очень точно охарактеризовал деятельность писцов Д. С. Лихачёв: «Каждый книжник Древней Руси на свой лад относился к тексту и по-своему его изменял. Под пером книжника текст в той или иной степени получал частицу его индивидуальности, претерпевал изменения от больших и сознательных до совсем ничтожных, вызванных лишь простой невнимательностью».
Выход «Апостола» Ивана Фёдорова, первой русской печатной книги, в 1564 году знаменовал собой начало новой эпохи в культурной жизни народа. Сведений о возможных источниках знаний и навыков Ивана Фёдорова нет, но известно, что он в совершенстве владел всеми типографскими специальностями: Фёдоров был гравёром, наборщиком, печатником. Сличение печатного текста «Апостола» с текстами его рукописных предшественников показало, что текст подвергся тщательной редакторской и корректорской правке. «Апостол» — книга без опечаток. В печатном тексте сделано много исправлений, внесены слова, не встречавшиеся в рукописных списках (возможно, они заимствованы из не дошедшего до нас источника), исключены устаревшие выражения и обороты, изменена орфография, которая соответствует в печатном тексте произношению. Язык книги демократизирован, приближен к читателю, а значит, благодаря правке «Апостол» стал доступен более широкому кругу людей. Можно утверждать, что Иван Фёдоров — не только первопечатник, но и один из первых корректоров и редакторов в истории русского издательского дела.
Первая четверть XVIII века — время становления газеты. «Ведомости», первая русская печатная газета, начавшая регулярно выходить с января 1703 года, стала следующей ступенью развития редакторской и корректорской правки. Основные принципы «Ведомостей» — точность фактов и предельная лаконичность языка. «Не надобно писать реляции, но ведомости, — писал Фёдору Поликарпову, директору типографии Печатного двора, статс-секретарь Петра I Макаров. — И ты исправя печатай и продавай в народ». Подготовкой газет к печати занимался один Поликарпов. Иногда на оригиналах «Ведомостей» он писал категорическое: «Сей статьи меж скобок в народ не печатать». Текст в этом случае заклеивался белой бумагой или заключался в скобки. В сомнительных случаях Поликарпов отмечал на полях: «быть ли сему?», «доложить о сем», «спросить». Сохранились его пометки: «д» (делать) или крест, если сообщение подлежало тиснению, и «н» (не делать). Возможно, это первые, ещё довольно примитивные, корректорские значки, которые впоследствии разовьются в целую систему — неотъемлемую часть работы корректора и верстальщика, их «общий язык».
XVII век принёс с собой сразу несколько значимых для истории редактуры событий. Одним из таких событий стало творчество А. Д. Кантемира, которого называют первым русским писателем в современном смысле этого слова. Хотя при жизни его были опубликованы лишь переводы Фонтенеля и Горация, Кантемира читали. Сатиры его ходили по рукам в списках. В одной из них, сатире VIII, Кантемир рассуждает о языке, о труде писателя. Он считает, что слово должно точно выражать понятие, его ценность — в содержании. Сравнение редакций сатир Кантемира показывает, какую серьёзную работу проделал автор, чтобы сделать текст более близким и понятным читателю. Кантемир освобождает свои стихи от старославянизмов, приближает их язык к разговорному. Это один из самых ранних дошедших до нас примеров авторедактирования.
Развитие русской отечественной журналистики, а следовательно, и редактуры продолжил научно-популярный журнал «Ежемесячные сочинения, к пользе и увеселению служащие». Его издавала Академия наук с 1755 по 1764 год. «Ежемесячные сочинения» был первым русским журналом, который читали не только учёные. Идея издания «Ежемесячных сочинений» принадлежала Ломоносову, но редактором их был назначен академик Герхард Фридрих Миллер, обладавший немалым опытом в издательских делах. Он выполнял свою работу добросовестно и по-своему любил редакторское дело. За неимением искусных переводчиков Миллер сам поправлял сочинения, многое переводил заново, правил корректуры. Он привлекал к сотрудничеству в журнале академиков и просто причастных к литературе людей. В случае недостатка статей ему разрешалось дополнить недостающий материал «каким ни есть переводом или стихами, в которых по усмотрению соединено будет полезное забавному». Ни одна статья не могла быть напечатана без предварительной подписи Миллера.
Первоначально предполагалось для издания журнала назначить в распоряжение Миллера студентов, переводчиков и магистров Академии. На деле, однако, переводами занимались только два студента, за работой которых редактор наблюдал лично. Корректором «Ежемесячных сочинений» был Барсов. Единичной вычиткой процесс корректуры не ограничивался; Миллер писал, что «…осталось бы много погрешностей, ежели бы я за оными <корректурами> не смотрел…». Разумеется, немногочисленным сотрудникам редакции было трудно справляться с такими объёмами работы. Миллер неоднократно просил назначить себе надёжного помощника, но просьба эта выполнена не была, и редактор фактически работал один. Он прилагал много усилий, чтобы в свет не выпускались некачественные материалы с типографскими ошибками. Журнал стремился к доступности изложения, и цель эта была достигнута благодаря усилиям редактора и корректора. Близкий простому читателю стиль принёс «Ежемесячным сочинениям» популярность. Интересно, что платить сотрудникам журнала за их труд не было в обычае. Вознаграждением служили оттиски или книжки журнала. Оплачиваться эта работа станет много позже: с 1802 года Н. М. Карамзин в качестве редактора «Вестника Европы» будет получать от издателя журнала И. В. Попова три тысячи рублей в год.
В 1812 году, через десять лет после выхода в свет «Вестника Европы», Александр I учредил новый еженедельный журнал «Сын Отечества». Редактором-издателем журнала был Н. И. Греч — бывший учитель петербургской гимназии и секретарь цензурного комитета. Греч не только контролировал процесс создания журнала, но и сам переводил, сочинял, выполнял корректорскую правку, поддерживал контакт с типографией.
В XIX веке была распространена практика авторедактуры. Авторы, самостоятельно издававшие свои сочинения, одновременно были и редакторами, и корректорами. Созданные таким образом книги часто невыгодно отличались по своему качеству от книг, выпущенных издателями-профессионалами. Так, в 1835 году «Московский наблюдатель» писал об авторском издании «Миргорода» Н. В. Гоголя: «Мы желали бы также, чтоб повествователь не был сам и издателем своих повестей и поручил бы другим заботиться об опрятности своих изданий. Иногда, читая его страницы, думаешь, что держишь корректуру и как-то невольно хочется её выправить». С большим количеством опечаток была выпущена и первая часть «Вечеров на хуторе близ Диканьки».
Редакторские обязанности при издании художественной литературы были поделены между автором или переводчиком и корректором. Они фактически сводились к соблюдению точности оригинала. Издатель нёс ответственность за книгу, но в процессе подготовки её к печати не участвовал.

## Требования, предъявляемые к корректору
Работа корректора не предполагает творчества, но требует большой самоотдачи. Полезными качествами для корректора являются внимательность и умение сосредоточиться. Так как корректируемый текст читается несколько раз, в процессе работы внимание притупляется. Поэтому для корректора важно умение абстрагироваться от содержания текста. Это не означает, что чтение должно быть «механическим», бездумным, но иногда в процессе правки приходится смотреть на материал не как на целостное, самостоятельное произведение, но лишь как на абзацы текста.
Несомненно, корректор должен обладать абсолютной грамотностью. Так называемая «врождённая грамотность», или «языковое чутьё» — хорошее подспорье, однако не следует пренебрегать и изучением теории, поскольку интуитивный подход к тексту бывает верным только в совокупности со знанием правил языка, на котором написан текст.
Корректор должен быть ознакомлен со стандартами по информации, библиотечному и издательскому делу. К этим стандартам относится, в частности, ГОСТ 7.62-90 «Знаки для разметки оригиналов и исправления корректурных и пробных оттисков», где описаны корректорские знаки, применяемые при правке текста.
Корректор должен быть уверенным компьютерным пользователем, в частности, ему необходимо уметь работать в разных текстовых редакторах. Достоинством является также знакомство с издательским процессом, но оно может осуществляться и в процессе работы. В требованиях к претенденту на должность корректора иногда встречается пункт «профильное образование». Под этим работодатели обычно подразумевают, что специалист должен быть выпускником полиграфического вуза или колледжа или, по крайней мере, закончить специальные курсы. Однако несмотря на стабильно высокую востребованность корректоров в печатных изданиях, учебных заведений, где можно получить эту специальность, немного. Но корректором также можно работать, имея филологическое или журналистское образование. Предпочтение отдается первому ввиду углублённого изучения языка, с которым будет работать корректор. Некоторые требования к корректору зависят от специфики издания, в котором он работает. Осуществляя правку научного текста, нужно иметь по крайней мере примерное представление об области, которой она посвящена, знать основные термины и т. п. Амбициозность и креативность в корректорской работе, в отличие, например, от редакторской, не приветствуются. Инициативность, однако, в разумных пределах желательна, особенно во всём, что касается дополнительной проверки текстов.

## Автокорректура как способ контроля качества текста
Автору текста в некоторых случаях приходится выступать также в роли корректора. Иногда это происходит ввиду отсутствия последнего, а иногда автор сам является корректором, вынужденным по каким-либо причинам создать журналистский материал. Невозможность правки статьи кем-либо посторонним неизбежно приводит к автокорректуре. Однако этот метод проверки текста в корне отличается от корректуры обыкновенной и обладает множеством недостатков.
Невозможно полностью абстрагироваться от содержания и стиля собственного текста; автор всегда творчески заинтересован в нём. Поэтому, выполняя правку, он неизбежно выходит за её рамки, начиная изменять и редактировать кажущийся несовершенным текст. Иными словами, внимание его обращено не на то, за чем должен следить корректор, и это, разумеется, существенно снижает качество вычитки. Для автора текста корректура становится одной из стадий творческого процесса. Его стремление продлить работу даже над уже законченным материалом вполне естественно, но оно «ломает» корректуру, уничтожая сам её смысл. Даже идеально откорректированный текст, будучи подвергнут изменениям и дополнениям, неизбежно приобретает новые ошибки.
Следует принимать в расчёт и особенности человеческого восприятия. Даже профессиональный редактор при многократном чтении текста утрачивает внимательность, так как материал становится слишком хорошо знаком ему. Автор же видит текст собственный, слова которого автоматически возникают в его сознании при чтении. Поэтому он склонен пропускать ошибки, считая правильными неверно напечатанные слова — автор фактически вспоминает, а не прочитывает их. Присущее всякому автору стремление к совершенству конфликтует с требуемой от корректора точностью; увлечённость автора и его «вовлеченность» в своё творчество противоречит корректорской нейтральности, отстраненности от вычитываемого материала. Эти качества могут сочетаться в одном человеке, возможно, даже вполне гармонично, но сочетание их в рамках одного текста неизбежно приводит к снижению его качества.
В какой-то мере сгладить недостатки автокорректуры помогает наличие «взгляда со стороны». Даже не имеющий корректорского или филологического образования человек, просматривая незнакомый текст, легко найдет в нём ошибки и опечатки.